# Nationalmuseum Kyushu
Das Nationalmuseum Kyushu (japanisch 九州国立博物館 Kyūshū Kokuritsu Hakubutsukan) wurde 2006 in Dazaifu (Präfektur Fukuoka, Japan) eröffnet. Nach einer rund zehnjährigen Phase der Vorbereitung war dies nach dem Nationalmuseum Tokio, dem Nationalmuseum Kyōto und dem Nationalmuseum Nara die erste Neugründung eines derartigen Museums seit über hundert Jahren. Mit seinem gewölbten Dach, das eine Fläche von 160 × 80 m abdeckt, schmiegt sich die eindrucksvolle Stahl- und Glaskonstruktion des Gebäudes in die Hügellandschaft der Umgebung ein.
Das Museum hütet eine reiche Kollektion von Objekten, welche die Entwicklung der Insel Kyūshū und deren engen Austausch mit der Koreanischen Halbinsel und dem chinesischen Festland von der prähistorischen Jōmon- bis zur Meiji-Zeit abdecken.
Mit seiner hausinternen Abteilung für Konservation dient es zugleich als ein Zentrum für die Bewahrung wichtiger Kulturgüter im westjapanischen Raum.